# Auburn (Washington)
Auburn je grad u američkoj saveznoj državi Washington. Prema popisu stanovništva iz 2010. u njemu je živjelo 70.180 stanovnika.